# Puigsapera
El Puigsapera és una muntanya de 1.061 metres que es troba entre els municipis d'Espinelves, a Osona, i Arbúcies, a la Selva.